# Wet Camp Village
Wet Camp Village – jednostka osadnicza w Stanach Zjednoczonych, w stanie Arizona, w hrabstwie Pinal.